# Барсуковский
Барсуко́вский — хутор в Кочубеевском районе (муниципальном округе) Ставропольского края России.

## География
Расстояние до краевого центра: 47 км.
Расстояние до районного центра: 24 км.

## История
До 16 марта 2020 года хутор входил в упразднённый Стародворцовский сельсовет.

## Население
| 1989 | 2002 | 2010 | 2014 |
| ---- | ---- | ---- | ---- |
| 451  | ↘304 | ↗370 | ↘300 |

По данным переписи 2002 года в национальной структуре населения преобладают русские (66 %).

## Инфраструктура
Медицинскую помощь оказывает фельдшерский здравпункт.

## Памятники
- Памятник советским воинам, погибшим в годы Великой Отечественной войны (1941—1945 годы, 1971 год)[8]

## Кладбище
На северной окраине хутора расположено общественное открытое кладбище площадью 6 тыс. м².